# Alice D'Amato
Alice D'Amato ([aˈliːtʃe]) (Gènova, 7 de febrer de 2003) és una gimnasta artística italiana. Va representar Itàlia als Jocs Olímpics de 2020 i de Jocs Olímpics de 2024, ajudant el seu equip a obtenir la medalla de plata el 2024 i guanyant individualment la medalla d'or a la barra d'equilibri. Va ser membre dels equips que van guanyar el bronze al Campionat del Món del 2019 i l'or al Campionat d'Europa del 2022 i 2024. Individualment és campiona d'Europa de 2023 i 2024 i medalla de plata en 2022 en barres asimètriques i medalla de plata en 2024 i de bronze en l'exercici complet de 2023. És la germana bessona d'Asia D'Amato.

## Primers anys
D'Amato i la seva germana bessona, Asia, van néixer a Gènova, Itàlia, el 7 de febrer de 2003. Ella i la seva germana van començar la gimnàstica als 7 anys al club esportiu Andrea Doria de Gènova, Itàlia. Actualment entrenen a l'Acadèmia Internacional de Brixia a Brescia.
El desembre de 2020, Alice i Àsia van rebre el premi a l'atleta de l'any a la regió de Ligúria d'Itàlia.

## Carrera a la gimnàstica

### Júnior

#### 2015–2017
Alice D'Amato va fer el seu debut internacional al Trofeu Ciutat de Jesolo 2015 com a part de l'equip italià Young Dreams al costat de Giorgia Villa i la seva germana bessona Asia D'Amato. Alice es va lesionar durant la major part del 2016, però va competir al Campionat d'Aparells d'Itàlia on va quedar primera en barres asimètriques.
L'any 2017 D'Amato va competir al Campionat del Mediterrani júnior on va guanyar la plata en el concurs complet darrere d'Elisa Iorio i va guanyar l'or a la final per equips. Més tard va competir als Campionats Nacionals d'Itàlia on va quedar tercera a l'exercici complet i la barra d'equilibri. Més tard va competir al Festival Olímpic de la Joventut Europea de 2017 al costat d'Elisa Iorio i Asia D'Amato. Allà va ajudar Itàlia a guanyar la plata darrere de Rússia. Individualment es va classificar a la final de barres asimètriques però va ser retirada de la final perquè la seva companya d'equip Iorio, que després guanyaria l'or, pogués competir.

#### 2018
D'Amato va competir al Campionat d'Itàlia on va guanyar la plata a les barres asimètriques. A l'agost, D'Amato va competir al Campionat d'Europa de gimnàstica artística femenina de 2018 al costat d'Asia D'Amato, Alessia Federici, Elisa Iorio i Giorgia Villa, on Itàlia va guanyar l'or per equips.

### Sènior

#### 2019
A l'abril, D'Amato va ser nomenada oficialment a l'equip per competir als Campionats d'Europa de 2019 al costat de Giorgia Villa, Elisa Iorio i Asia D'Amato. Allà es va classificar per a la final de l'exercici complet i per a la final de barres asimètriques. Durant la final, D'Amato va acabar en quarta posició després de caure de la barra d'equilibri darrere de Mélanie de Jesus dos Santos de França, Ellie Downie de Gran Bretanya i Anguelina Mélnikova de Rússia. L'endemà va guanyar la medalla de bronze a les barres asimètriques darrere de les russes Anastasia Ilyankova i Melnikova. En fer-ho, D'Amato es va convertir en la primera italiana a guanyar una medalla del Campionat d'Europa en aquest aparell.
A l'agost, D'Amato va competir al Heerenveen Friendly on va ajudar a Itàlia a guanyar l'or a la competició per equips per davant dels Països Baixos i Noruega i, individualment, va acabar quarta en l'exercici complet per darrere de Villa, Eythora Thorsdottir i Naomi Visser. A més, va registrar les puntuacions més altes de salt i barres asimètriques. El 4 de setembre D'Amato va ser nomenada a l'equip per competir als Campionats del Món de 2019 a Stuttgart, Alemanya, al costat de Giorgia Villa, Asia D'Amato, Elisa Iorio i Desirée Carofiglio.
Durant les classificacions al Campionat del Món, D'Amato va ajudar Itàlia a classificar-se per a la final per equips en vuitè lloc; com a resultat, Itàlia també es va classificar per als Jocs Olímpics de Tòquio 2020. A la final per equips, D'Amato va ajudar a Itàlia a guanyar la medalla de bronze, la primera medalla per equip d'Itàlia des del Campionat Mundial de Gimnàstica Artística de 1950. Van acabar per darrere dels Estats Units i Rússia però per davant de la Xina, que inicialment s'havia classificat per a la final en segona posició.

#### 2020
A principis de febrer es va anunciar que D'Amato havia estat seleccionada per representar Itàlia a la Copa del Món de Birmingham que tindria lloc a finals de març, però més tard va ser substituïda per Desiree Carofiglio. No obstant això, la Copa del Món de Birmingham es va cancel·lar més tard a causa de la pandèmia de COVID-19 al Regne Unit.

#### 2021
A l'abril, D'Amato va ser seleccionada per representar Itàlia al Campionat d'Europa de Basilea al costat de Giorgia Villa, Martina Maggio i Vanessa Ferrari. Durant la qualificació, D'Amato va ocupar el 18è lloc en la classificació general, però no es va classificar per a la final perquè Maggio i Ferrari van tenir millors puntuacions. No obstant això, es va classificar per a la final de barres asimètriques. Durant la final d'asimètriques, D'Amato va quedar cinquena.
D'Amato va ser nomenada a l'equip per representar Itàlia als Jocs Olímpics d'estiu de 2020 a Tòquio, Japó, juntament amb Asia D'Amato, Giorgia Villa (més tard substituïda per Vanessa Ferrari), i Martina Maggio. Es van classificar per a la final per equips i van quedar quartes amb una puntuació total de 163.638. Va ocupar la 20a posició en la prova individual.
A l'octubre, D'Amato va ser seleccionada per competir al Campionat del Món de 2021. Va acabar vuitena en l'exercici complet.

#### 2022

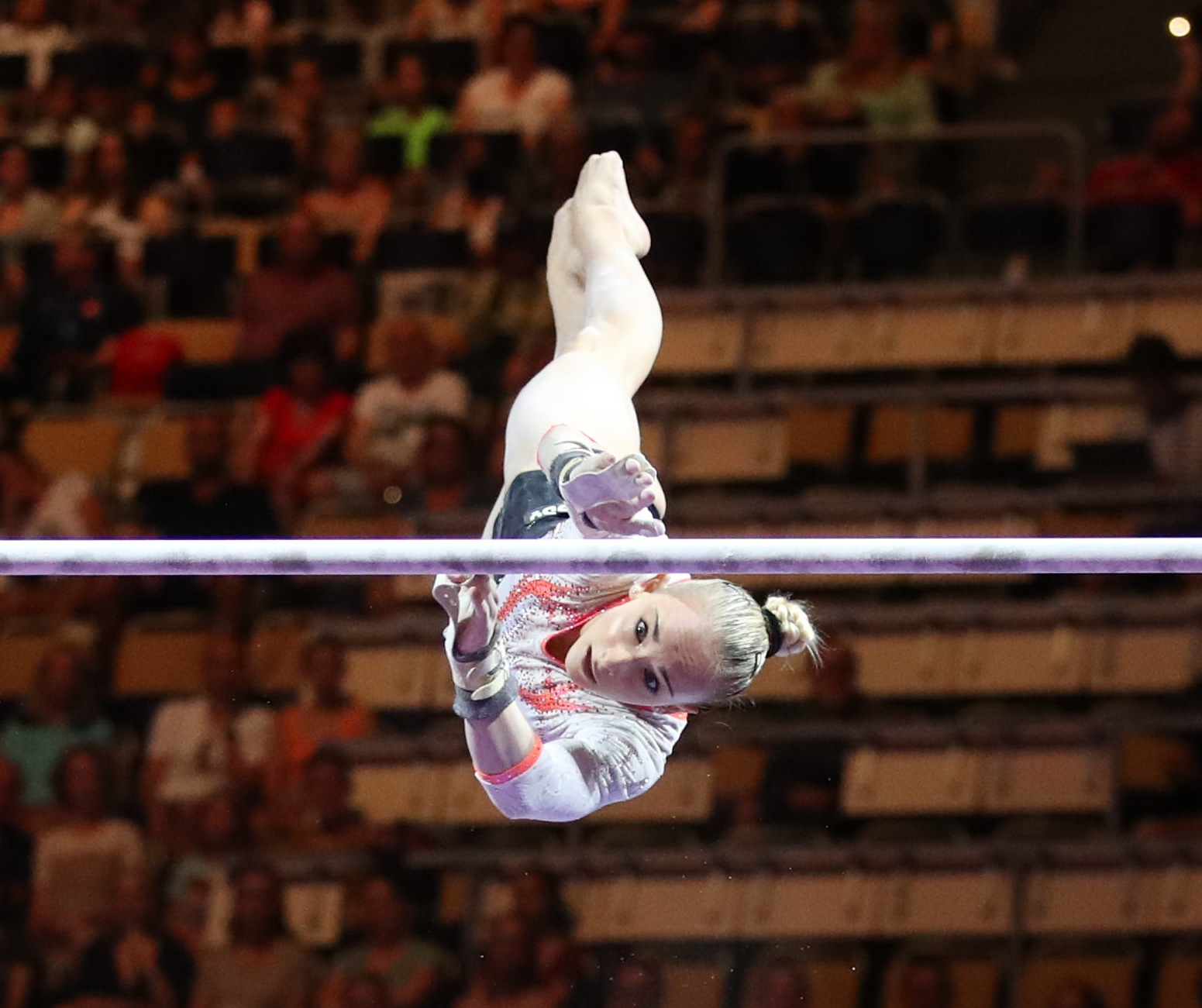
D'Amato al Campionat d'Europa de 2022

Al juny D'Amato va competir als Jocs Mediterranis al costat de Martina Maggio, Angela Andreoli, Asia D'Amato i Giorgia Villa. Juntes van guanyar l'or a la competició per equips, més de cinc punts per davant de França en segon lloc. A l'agost D'Amato va competir al Campionat d'Europa. Va contribuir amb puntuacions en salt, barres asimètriques i exercici de terra cap al primer lloc d'Itàlia. En les finals d'aparells, D'Amato va guanyar la plata a les barres asimètriques darrere de l'Alemanya Elisabeth Seitz.
A l'octubre D'Amato va competir al Campionat Nacional d'Itàlia. Va quedar segona en l'exercici complet i a terra darrere de Maggio. D'Amato va ser nomenada posteriorment a l'equip per competir al Campionat del Món de Liverpool al costat de Maggio, Villa, Manila Esposito, Veronica Mandriota i la suplent Elisa Iorio. Juntes van acabar cinquenes com a equip. Individualment, D'Amato es va classificar per a les finals d'exercicis complet i de terra i va ser el primer reserva per a la final de barres asimètriques. Va acabar desena a la prova general i es va retirar de la final de l'exercici de terra perquè la seva compatriota Maggio pogués competir en el seu lloc.

#### 2023
D'Amato va competir a la Copa del Món de Cottbus on va acabar primera en barres asimètriques i quarta en l'exercici de terra. Després va competir al Campionat d'Europa on va ajudar a Itàlia a acabar segona com a equip. Individualment, va acabar tercera en l'exercici complet per darrere de Jessica Gadirova i Zsófia Kovács. Durant les finals d'aparells va guanyar l'or a les barres asimètriques, convertint-se en la primera italiana a convertir-se en campiona d'Europa a l'esdeveniment. A més, va quedar cinquena en l'exercici de la barra d'equilibri i el terra. D'Amato va competir després a la Copa del Món del Caire on va guanyar l'or a les barres asimètriques i la plata a l'exercici de terra darrere de Joscelyn Roberson. Els seus resultats a Cottbus i El Caire li van guanyar els títols de la Copa del Món tant a les barres asimètriques com a l'exercici de terra.
D'Amato va competir al Campionat del Món juntament amb Elisa Iorio, Angela Andreoli, Manila Esposito i Arianna Belardelli; van acabar cinquenes com equip. Individualment també va acabar cinquena a l'exercici complet individual.

### 2024
D'Amato va competir al Campionat d'Europa on va ajudar a Itàlia a acabar primera com a equip. Individualment, va acabar segona en l'exercici complet per darrere de la seva companya d'equip Manila Esposito. A les finals d'aparells va guanyar l'or a les barres asimètriques per segon cop consecutiu.
Al juliol, D'Amato va competir al Campionat d'Itàlia on va guanyar el seu segon títol nacional consecutiu. En acabar la competició, va ser nomenada a l'equip per representar Itàlia als Jocs Olímpics d'estiu de 2024 juntament amb Esposito, Andreoli, Iorio i Giorgia Villa.
Als Jocs Olímpics D'Amato va ajudar Itàlia a classificar-se per a la final per equips en segona posició. Individualment, es va classificar per a les finals de l'exercici complet, barres asimètriques, barra d'equilibri i exercici de terra; en classificar-se per a quatre finals individuals, D'Amato va empatar amb Simone Biles i Rebeca Andrade com les gimnastes que es classificaven per a més finals individuals als Jocs. En la final per equips, D'Amato va participar en els quatre aparells i va ajudar a Itàlia a conseguir la medalla de plata, empatant amb la millor classificació del país, aconseguida 96 anys abans als Jocs Olímpics de 1928. D'Amato va acabar quarta a la final de l'exercici complet, només 0,132 points derrere la medalla de bronze, Sunisa Lee, que la va superar en la darrera rotació. En acabar quarta, D'Amato es va convertir en la gimnasta italiana amb la millor posició final en un exercici complet individual, superant Vanessa Ferrari que va accabar vuitena el 2012.
El segon dia de la final de la prova individual d'aparells, D'Amato va acabar cinquena en les barres asimètriques. L'últim dia de competició, D'Amato va guanyar un or per sorpresa a la barra d'equilibri després que nombroses competidores caiguessin de l'aparell o cometessin altres errors greus. En guanyar aquesta medalla d'or, D'Amato es va convertir en la primera campiona olímpia italiana en gimnàstica artística. D'Amato va acabar la competició situant-se sisena en l'exercici de terra.

## Història competitiva
| Any    | Esdeveniment                | Equip  | AA     | VT     | UB     | BB     | FX     |
| Júnior | Júnior                      | Júnior | Júnior | Júnior | Júnior | Júnior | Júnior |
| ------ | --------------------------- | ------ | ------ | ------ | ------ | ------ | ------ |
| 2015   | Trofeu Ciutat de Jesolo     |        | 24     |        |        |        |        |
| 2016   | Campionat d'Itàlia          |        |        |        | 1      |        |        |
| 2017   | 1ª etapa sèrie A italiana   | 1      |        |        |        |        |        |
| 2017   | International Gymnix        | 2      | 7      |        | 7      |        |        |
| 2017   | Trofeu Ciutat de Jesolo     | 2      | 20     |        |        | 6      |        |
| 2017   | Campionat Mediterrani       | 1      | 2      |        |        | 2      | 1      |
| 2017   | German Junior Friendly      | 1      | 4      |        |        |        |        |
| 2017   | Euro Youth Olympic Festival | 2      |        |        |        |        |        |
| 2017   | Campionat d'Itàlia          |        | 3      |        | 7      | 3      | 8      |
| 2017   | 4ª etapa sèrie A italiana   |        | 1      |        |        |        |        |
| 2018   | 1ª etapa sèrie A italiana   | 1      | 3      |        |        |        |        |
| 2018   | International Gymnix        |        | 2      | 7      |        |        |        |
| 2018   | Campionat d'Itàlia          |        |        |        | 2      |        |        |
| 2018   | Pieve di Soligo Friendly    | 1      |        |        |        |        |        |
| 2018   | Campionat d'Europa          | 1      |        |        |        |        |        |
| Senior |                             |        |        |        |        |        |        |
| 2019   | 1ª etapa sèrie A italiana   | 1      | 5      |        |        |        |        |
| 2019   | Trofeu Ciutat de Jesolo     | 3      | 5      |        | 5      |        |        |
| 2019   | 2ª etapa sèrie A italiana   | 1      |        |        | 2      |        |        |
| 2019   | Campionat d'Europa          |        | 4      |        | 3      |        |        |
| 2019   | 3ª etapa sèrie A italiana   | 1      |        | 3      | 2      |        |        |
| 2019   | Heerenveen Friendly         | 1      | 4      |        |        |        |        |
| 2019   | Campionat del Món           | 3      |        |        |        |        |        |
| 2020   | 1ª etapa sèrie A italiana   | 1      |        | 2      | 3      |        |        |
| 2020   | 3ª etapa sèrie A italiana   | 1      |        | 1      | 2      |        |        |
| 2020   | Campionat d'Itàlia          |        | 5      |        | 4      |        | 8      |
| 2021   | 1ª etapa sèrie A italiana   | 1      |        |        |        |        |        |
| 2021   | 3ª etapa sèrie A italiana   | 1      | 4      |        |        |        |        |
| 2021   | Campionat d'Europa          |        |        |        | 5      |        |        |
| 2021   | FIT Challenge               | 3      | 7      |        |        |        | 6      |
| 2021   | Campionat d'Itàlia          |        |        |        | 3      |        |        |
| 2021   | Jocs Olímpics               | 4      | 20     |        |        |        |        |
| 2021   | Campionat del Món           |        | 8      |        | R3     |        |        |
| 2021   | Swiss Cup                   | 3      |        |        |        |        |        |
| 2022   | 1ª etapa sèrie A italiana   | 1      |        |        | 1      |        |        |
| 2022   | Trofeu Ciutat de Jesolo     | 2      |        |        |        |        |        |
| 2022   | Jocs del Mediterrani        | 1      |        |        |        |        |        |
| 2022   | Campionat d'Europa          | 1      |        |        | 2      |        |        |
| 2022   | Campionat d'Itàlia          |        | 2      |        | 4      | 8      | 2      |
| 2022   | Campionat del Món           | 5      | 10     |        | R1     |        | WD     |
| 2022   | Memorial Arthur Gander      |        | 1      |        |        |        |        |
| 2023   | Cottbus World Cup           |        |        |        | 1      |        | 4      |
| 2023   | Trofeu Ciutat de Jesolo     | 1      | 2      |        | 1      |        |        |
| 2023   | Campionat d'Europa          | 2      | 3      |        | 1      | 5      | 5      |
| 2023   | Cairo World Cup             |        |        |        | 1      |        | 2      |
| 2023   | Capionat d'Itàlia           |        | 1      |        | 1      | 1      | 3      |
| 2023   | Campionat del Món           | 5      | 5      |        |        |        |        |
| 2024   | Trofeu Ciutat de Jesolo     | 1      | 1      |        | 2      |        |        |
| 2024   | Campionat d'Europa          | 1      | 2      |        | 1      | 5      |        |
| 2024   | Capionat d'Itàlia           |        | 1      |        | 1      | 1      | 3      |
| 2024   | Jocs Olímpics               | 2      | 4      |        | 5      | 1      | 6      |